# 异环磷酰胺
異環磷醯胺（INN：ifosfamide，IFO），商品名有Mitoxana、Ifex等，是一種氮芥类烷化剂，作为治療多種癌症（包括睾丸癌、軟組織肉瘤、骨肉瘤、膀胱癌、小細胞癌、子宮頸癌和卵巢癌）的化療藥物。給藥途徑為靜脈注射。
使用後常見的副作用有掉髮、嘔吐、血尿、感染和腎臟問題。其他嚴重的副作用有骨髓抑制和意識水平下降。個體於懷孕期間使用可能會對胎兒造成傷害。異環磷醯胺屬於烷化劑和氮芥類藥物，此藥物是通過選擇性針對快速分裂的細胞（主要為癌細胞），破壞其DNA的複製和RNA的生成來發揮作用。
異環磷醯胺於1987年在美國獲准用於醫療用途。它已列入世界衛生組織基本藥物標準清單之中。
异环磷酰胺的结构与环磷酰胺十分类似，区别仅仅在于后者侧链氮原子上的一个氯乙基被移到环上的氮。该药物在1971年由德国Asta-Werke的研究人员发现，经过17年的测试后被FDA在美国批准进入市场。

## 醫學用途
异环磷酰胺被用于治疗一系列的癌症，包括：
- 睾丸癌
- 乳癌
- 淋巴瘤（霍奇金氏与非霍奇金氏）
- 软组织肉瘤
- 骨肉瘤（骨癌）
- 肺癌
- 子宫颈癌
- 卵巢癌

## 给药方式
異環磷醯胺是一種白色粉末，當準備用於化療時，會加入無菌溶劑，製備為透明無色的液體。透過靜脈注射給藥。
異環磷醯胺通常會與美司鈉聯合使用，以避免患者內出血（特別是出血性膀胱炎）。
此藥物的給藥速度較快，在某些情況下可以在一個小時內完成。
FDA要求在ifosfamide的標籤上，針對用藥後可能發生的不良作用，如骨髓抑制、腦病變、腎毒性及泌尿毒性加入黑框警告 。

## 作用機制
異環磷醯胺是一種會損害DNA的烷化劑，與環磷醯胺屬於同一類化療藥物。它是一種前體藥物，表示它需要通過細胞色素P450轉化為一種主要活性代謝物 - (異)磷酰胺芥子（metabolites-(Iso)phosphoramide mustards）。這些代謝物主要在鳥嘌呤N-7位置形成DNA交聯。

## 毒性
出血性膀胱炎曾经是最严重的副作用，但后来与巯乙磺酸钠合用之后，患者出现该症状的情况已经比较罕见。同环磷酰胺一样，异环磷酰胺具有骨髓抑制作用，但相对较轻。
一种常见使用药剂量的受到限制的副作用是脑病（脑功能障碍）。不同形式的脑病合计大约会出现在50%左右接受治疗的病人。异环磷酰胺在人体内分解产物之一的氯乙醛，一种化学性质与乙醛和水合氯醛类似的物质，可能是导致这种不良反应的原因。异环磷酰胺引起的脑病的症状的范围从轻微（难以集中、疲劳），到中度（谵妄、思覺失調），甚至严重（癫痫持续状态、昏迷）。这对于儿童可影响神经系统的发育。除了大脑之外，异环磷酰胺还会影响周围神经系统。根据國家癌症研究中心，上述不良反应的严重程度可分为I级至IV级。
脑病史、血液中低白蛋白水平均可增加异环磷酰胺引发脑病的可能性。在大多数情况下，不良反应能够在72小时内自发痊愈。如果在输液的时候出现症状，应立即停止。严重的（III - IV级）脑病的最有效的治疗方法是静脉注射亚甲蓝，从而减少脑病的持续时间;它在此的作用机理目前尚不清楚。在某些情况下，可在异环磷酰胺给药前用亚甲蓝起到预防作用。对不良反应的其他治疗方法包括白蛋白和硫胺素，紧急情况下则应使用透析。
異環磷醯胺也可能導致正常陰離子間隙酸中毒，特別是第2型腎小管性酸中毒。